# Det gåtfulla leendet
Det gåtfulla leendet är en tysk dramafilm från 1943 i regi av Helmut Käutner efter novellen Les bijoux av Guy de Maupassant. Filmen är en melodram som utspelas i Paris under sent 1800-tal. I filmens inledning begår huvudkaraktären Madeleine självmord med gift. Hennes make, som visar det sig inte kände henne särskilt väl, får steg för steg reda på varför hon tog det drastiska beslutet.

## Rollista
- Marianne Hoppe - Madeleine
- Paul Dahlke - Madeleines make
- Ferdinand Marian - Michael
- Siegfried Breuer - Viktor
- Elisabeth Flickenschildt - portvaktsfru
- Karl Günther - juvelerare
- Karl Platen - Michaels tjänare